# Bisdom Jelgava
Het bisdom Jelgava (Latijn: Dioecesis Ielgavensis, Lets: Jelgavas diecēze) is een in Letland gelegen rooms-katholiek bisdom met zetel in de stad Jelgava. Het bisdom behoort tot de kerkprovincie Riga en is, samen met de bisdommen Liepāja en Rēzekne-Aglona, suffragaan aan het aartsbisdom Riga.

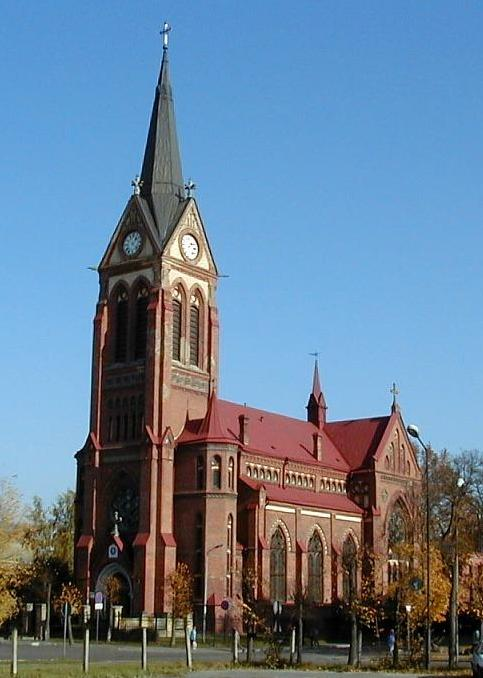
Kathedraal van Jelgava

Het bisdom werd opgericht op 2 december 1995 uit een deel van het bisdom Liepāja. Het gebied beslaat de streken Semgallen en Selië.

## Bisschoppen van Jelgava
- 1995–2011: Antons Justs
- 2011–heden: Edvards Pavlovskis